# جنیفر (فیلم ۱۹۵۳)
جنیفر (انگلیسی: Jennifer) فیلمی نوآر، درام و معمایی به کارگردانی جوئل نیوتون محصول سال ۱۹۵۳ کشور ایالات متحده آمریکا است.

## Cast
- آیدا لوپینو در نقش Agnes Langley
- هاوارد داف در نقش Jim Hollis
- Robert Nichols در نقش Orin
- مری شیپ در نقش Lorna Gale
- ند گلس در نقش Grocery Clerk
- کیتی مک‌هیو در نقش Landlady
- Lorna Thayer در نقش Molly, Grocery Clerk
- Matt Dennis در نقش himself